# 明峰素哲
明峰素哲（めいほう そてつ、建治3年（1277年）- 観応元年/正平5年3月28日（1350年5月5日））は、鎌倉時代後期から南北朝時代にかけての曹洞宗の僧。俗姓は富樫氏。諱は素哲。道号は妙峰。

## 略歴
当初比叡山に上って出家して受戒したが、その後建仁寺に移り、さらに加賀国大乗寺に瑩山紹瑾をたずねてその門下となった。長い期間参禅しその印可を受けた。その後加賀国伝燈寺の恭翁運良に参禅し、大乗寺・永光寺の住持を歴任した後、越中国の光禅寺を創建して第1世となった。

## 関連文献
- CiNii>明峰素哲